# No More Room in Hell
No More Room in Hell (abbreviato: NMRiH) è un videogioco sparatutto tattico ambientato in un'apocalisse zombi sviluppato dalla No More Room in Hell Team e pubblicato dalla Lever Games nel 2011 per Windows e Linux.

## Trama
Il gioco prende ispirazioni dalle storie di George A. Romero, ambientato in un mondo dove un'infezione sta per far crollare la terra in un pianeta pieno di caos, ci sono teorie sul come questa infezione sia iniziata, ma una cosa è chiara: chi viene ucciso da uno zombi, si alza e va ad uccidere. Non c'è una cura, ma non sei da solo.

## Sviluppo
L'idea di No More Room in Hell è stata fondata il 2003, con la sua produzione iniziale fatta sulle basi di Half-Life 2 con una squadra di sviluppo che ha preso l'idea nel 2009. Il gioco è stato prodotto con Source, il motore di videogiochi di Valve. Il gioco è stato pubblicato ufficialmente ad Halloween del 2011.

## Modalità di gioco
Il gioco contiene due modalità: Obiettivi e Survival
Nella modalità obiettivi, i giocatori devono portare al termine degli obiettivi per poi essere estratti dalla mappa, cercando di passare nelle grosse orde di zombi. Le mappe ad obiettivi sono tipicamente vaste e libere da esplorare. I giocatori possono raccogliere armi, proiettili, medicazioni e granate cercando attorno alla mappa. Nella modalità survival invece, i giocatori devono difendere un arbitraria quantità di punti dal non essere catturata, più ondate soppravivi, più zombi dovrai combattere nell'ondata. Quando uno zombi si trova nell'area per abbastanza tempo, il punto perderà valore, fino ad essere conquistato. Le mappe Survival sono tipicamente spazi chiusi, infatti, per non capitare di essere a corto di armi e munizioni, la Guardia Nazionale manderà delle spedizioni di supporto. I punti possono essere "curati" tramite delle borse di supporto dalla FEMA.

## Controversia
Il gioco è riconosciuto per l'inclusione di bambini zombi nel gioco, che sono stati molto controversi. Matt Kazan però, non voleva rimuoverli, e questa fu la sua risposta ufficiale.
Non saranno rimossi. Sono componente del design del nostro gioco, il nostro design filosofico, e la nostra visione di No More Room in Hell.»

## Nemici
No More Room in Hell ha varie tipologie di zombi:
- Shamblers: Anche chiamati "walker", sono i più comuni. Sono lenti e molto resistenti almeno che gli spari alla testa. Possono colpire, mordere e immobilizzare il giocatore, infettandolo o facendolo sanguinare.
- Runners: I runners sono meno resistenti degli Shamblers, con le stesse meccaniche di attacco. Con l'unica differenza che i runners sono più veloci.
- Children of The Dead: Letteralmente "bambini dei morti", sono più veloci degli Shambler, ma più lenti dei Runner. Non possono mordere il giocatore, solo colpire. Sono poco resistenti: possono essere uccisi anche con un solo colpo.
- Crawlers: I crawler sono zombi che si muovo trascinandosi a terra, difficili da notare, possono solo mordere il giocatore: l'unico modo per fermarlo è quello di ucciderlo. Sono poco resistenti.
- Zombi della Guardia Nazionale: Alcuni zombi possono essere soldati della Guardia Nazionale. Possono essere o Shambler, Runner, o Crawler. Sono i più resistenti, ma hanno la possibilità di rilasciare proiettili.
- Zombi dei sopravvissuti: Quando un sopravvissuto muore a causa dell'infezione, esso diventerà uno zombie con lo stesso comportamento di un Runner.
- Zombi in fiamme: Quando uno zombi cammina nelle fiamme, esso può diventare una variante di zombi, molto veloce, ma poco resistente.